# Pseudis boliviana
Pseudis boliviana är en groddjursart som först beskrevs av José María Alfono Félix Gallardo 1961.  Pseudis boliviana ingår i släktet Pseudis och familjen lövgrodor. IUCN kategoriserar arten globalt som otillräckligt studerad. Inga underarter finns listade i Catalogue of Life.